# Докучајевск
Докучајевск (укр. Докучаєвськ) је градић у Украјини, у Доњецкој области. Према процени из 2012. у граду је живело 23.717 становника.

## Становништво
Према процени, у граду је 2012. живело 23.717 становника.
| 1979.  | 1989.  | 2001.  | 2012.  |
| ------ | ------ | ------ | ------ |
| 24.137 | 26.038 | 24.383 | 23.717 |